# Přípona souboru

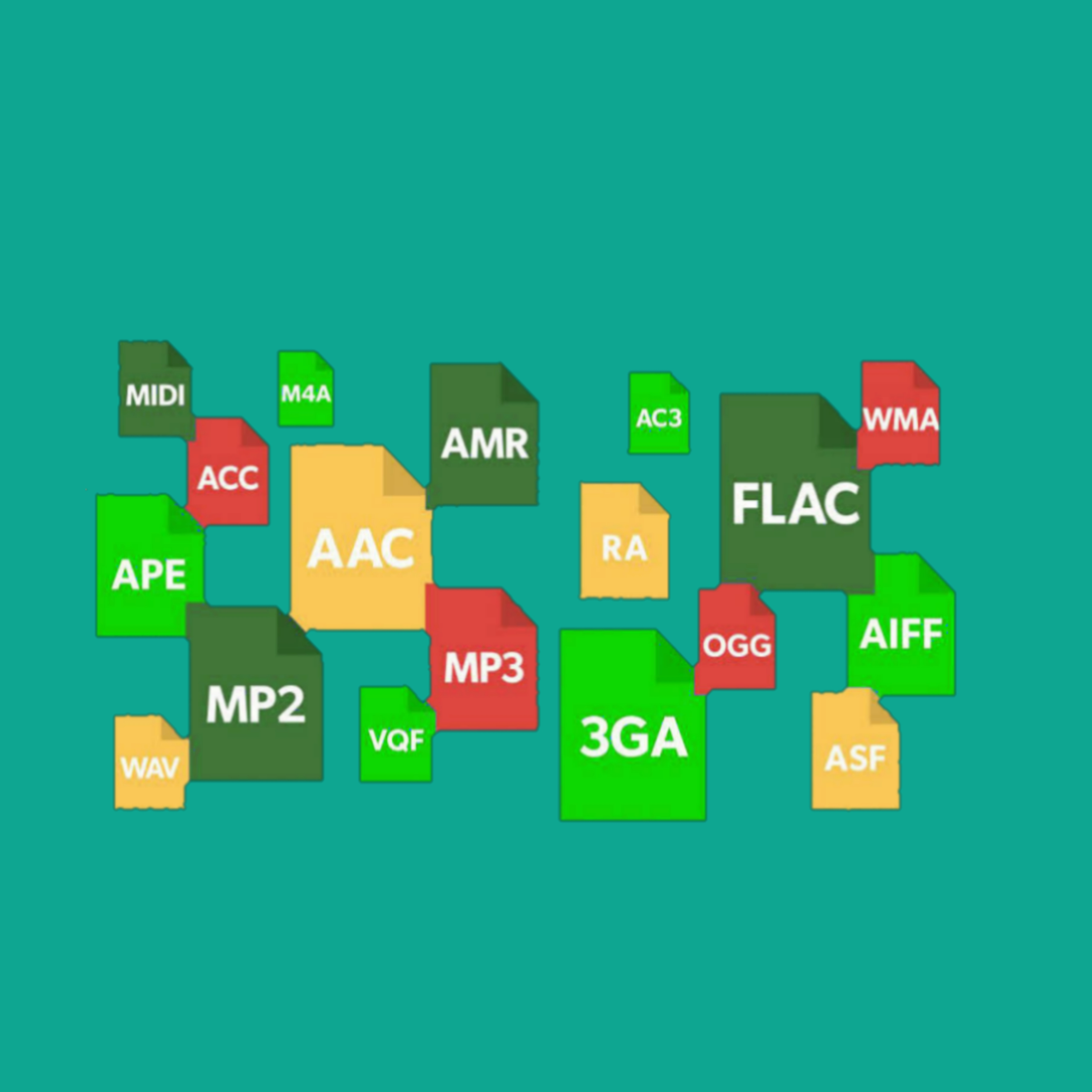
Možné přípony souboru

Přípona souboru (správněji přípona názvu souboru, anglicky file name extension) je v informatice část názvu souboru, která je zpravidla oddělená znakem tečka (.) od vlastního jména souboru. Přípona souboru má zpravidla délku 1 až 4 znaky. Její význam je v určení typu a obsahu souboru (viz formát souboru). V systémech DOS a Microsoft Windows je podle přípony určena akce, která je se souborem provedena. V unixových systémech má přípona menší význam a systém obvykle zjišťuje typ souboru podle jeho obsahu (viz nástroj file).

## Charakteristika
Ve starších typech souborových systémů byla přípona pevnou součástí názvu souboru a formát názvu souboru se udával ve tvaru N+M kde N je maximální počet znaků v názvu souboru a M je maximální počet znaků přípony. Například v operačním systému DOS byl název souboru ve formátu 8+3 (tj. jméno souboru maximálně osm znaků a tři znaky přípona). Původní verze souborového systému FAT podporovala také pouze 8+3, dlouhé názvy souborů ve FAT byly podporovány až od systému Windows 95.
V modernějších typech souborových systémů již většinou není přípona samostatnou součástí názvu souboru, ale je přímou součástí názvu souboru, tj. není omezena její délka a název souboru může obsahovat i více oddělovacích znaků přípony. V unixových systémech jsou často používány násobné přípony, například pro označení komprimovaného archivu záloha.tar.gz (soubor byl zpracován postupně nástroji tar a pak gzip).
V některých operačních systémech (například v Microsoft Windows) je pomocí přípony souboru rozpoznána automaticky akce, která je se souborem následně provedena. Pomocí tzv. asociovaného programu k příponě souboru je buď vyvolán příslušný program, kterým lze soubor zpracovat (např. prohlížeč obrázků) nebo je soubor spuštěn jako program (přípony EXE, COM, BAT a mnoho dalších).

## Příklady přípon
Mnoho přípon se stalo de facto standardem a jsou používány víceméně jednotně. Nové přípony vznikají tak, že programátor vytvoří pro svůj program specifický formát souboru a potřebuje uložený soubor nějak odlišit od ostatních, a proto vymyslí novou příponu. V současné době jsou desítky tisíc různých přípon, které jsou shromažďovány na různých webových stránkách.
| Zkratka            | Vysvětlení |
| ------------------ | --- |
| txt                | Přípona TXT je používána pro vytváření jednoduchých dokumentů ve formátu prostý text. TXT soubory jsou používány také pro generování reportů (např. CSV) a protokolů programů (log). |
| doc, docx          | Přípony DOC a DOCX označují textové dokumenty editoru Microsoft Word. Přípona DOCX je výchozím formátem pro verze MS Word 2007, 2010 a 2013. Soubor typu DOCX používá kompresi ZIP pro zmenšení velikosti uložených dat. |
| pdf                | Soubory s příponou PDF (zkratka pro Portable Document Format) jsou spojené především s programem Adobe Acrobat. Soubory reprezentují především dvourozměrný dokument. S příchodem programu Acrobat 3D PDF zobrazuje i trojrozměrné dokumenty. |
| png, gif, jpg, bmp | Přípona PNG (Portable Network Graphics) označuje bitmapový grafický formát, který používá kompresi obrazu. Je velmi podobný souboru s příponou .gif. Bezztrátový formát PNG nabízí 16,7 milionů barev, index barvy, stupeň šedi a průhlednost. Formát GIF (Graphics Interchange Format) je standardní bitmapový grafický formát, který nabízí 240 úrovní barev. Přípona JPG označuje formát JPEG, který používá ztrátovou kompresi, která výrazně sníží velikost obrázku, ale může i snížit jeho kvalitu. Podporuje až 16,7 milionů barev. Přípona BMP označuje soubory s nekomprimovanými bitmapovými obrázky. |
| mp3, ogg, wma      | Formát MP3 je zvukový soubor používající ztrátovou kompresi a je zřejmě nejpoužívanějším formátem pro ukládání hudby. Je podporován mnoha programy jak na počítačích a multimediálních přehrávačích, tak na smartphonech či tabletech. Formát OGG také používá ztrátovou kompresi, ale na rozdíl od MP3 není jeho použití omezeno licencemi. |
| wav                | Nekomprimovaný zvukový soubor WAV je pouze kontejner pro zvukový obsah. Zvukový obsah je komprimován řadou kodeků a uložen v souboru wav, který lze přehrát například v programu Windows Media Player. |
| js                 | Tyto soubory obsahují skript v jazyce JavaScript. Především se používá pro skriptování webových stránek. |
| php                | Přípona php je používána pro skripty, které jsou napsány v jazyce PHP. PHP Hypertext Preprocessor se používá pro vývoj dynamických webových stránek a integrací s databázemi. |
| zip, rar, arj      | Jedná se o komprimované archivy souborů formátu ZIP. Zip soubor je výchozím formátem například pro WinZip nebo 7-Zip. Komprimovaný archiv ZIP může být vytvořen různými programy. Formát RAR je obdobný formát, který je výchozím v programu WinRAR. Komprimovaná data mohou být uložena v jednom nebo ve více souborech. V programu WinRAR můžete velký archiv rozdělit do několika menších souborů neboli svazků. Archiv je možné chránit heslem. Formát ARJ je využíván programem ARJ Archiver také pro vytváření komprimovaných archivů.                                                                    |
| exe                | Přípona EXE označuje spustitelný binární soubor, který byl používán už v DOSu. Slouží pro uchování programů v systému Microsoft Windows a mohou být v 16bitové, 32bitové nebo 64bitové verzi. |
| lnk                | Přípona LNK je používá pro zástupce souborů nebo adresářů v Microsoft Windows. Odkazuje na soubory, které se nacházejí v jiné složce. |